# Schindler Szilárd
Schindler Szilárd (Körmöcbánya, 1887. július 24. – Budapest, 1943. november 25.) vezérezredes, magyar katonatiszt, katonai attasé.

## Élete és pályafutása
Apja Schindler József ügyvéd, Körmöcbánya ügyésze volt. Anyja neve Brandl Balbina.
Középiskolai tanulmányait a soproni Honvéd főreáliskolában végezte, majd a mödlingi császári és királyi Műszaki Katonai Akadémiát végezte el „igen jó” eredménnyel. 1911 és 1914 között Bécsben a Felsőbb Műszaki Tanfolyamot is elvégezte. 
Az első világháborúban 1915 és 1918 között a rivai hadmérnöki igazgatóság vezetője volt. 1919-ban a budapesti Honvédelmi Minisztériumban kezdett dolgozni.
1926 januárjától 1927 novemberéig a római magyar nagykövetségen volt katonai szakelőadó (rejtett katonai attasé), majd nyílt katonai attasé 1932 júniusáig (időközben Tiranában is akkreditálták).
1939. januárjától 1940. novemberéig a M. kir. Bolyai János Honvéd Műszaki Akadémia parancsnoka volt. 1940. november 1-től a Honvédelmi Minisztérium 1. csoportfőnöke, majd 1941. március 1. és 1942. november 1. között a HM Földi Főcsoportfőnöke volt. 1943. február 1-gyel nyugállományba helyezték.

## Kitüntetései a viselési sorrendben
- Magyar Érdemrend nagykeresztje (1943. július 1.),
- Magyar Érdemrend középkeresztjéhez a csillag (1941. augusztus 12.),
- Magyar Érdemrend középkeresztje,
- Magyar Érdemkereszt III. osztálya (1930. március 1.),
- Katonai Érdemkereszt III. osztálya hadidíszítménnyel, kardokkal (két ízben),
- Ezüst Katonai Érdemérem hadiszalagon, kardokkal,
- Bronz Katonai Érdemérem hadiszalagon, kardokkal,
- Kormányzói Dicsérő Elismerés Magyar Koronás Bronzérme (1936),
- Károly-csapatkereszt,
- Háborús Emlékérem kardokkal és sisakkal (1932),
- Tiszti Katonai Szolgálati Jel II. osztálya,
- Erdélyi Emlékérem,
- Katonai Jubileumi Kereszt (1908),
- albán Szkanderbég Rend nagytiszti keresztje (1931),
- Olasz Korona Rend parancsnoki keresztje (1928. február 15.),
- osztrák Háborús Emlékérem kardokkal.

## Forrás
- ↑ Szakály: Szakály Sándor: A 2. vkf. osztály: Tanulmányok a magyar katonai hírszerzés és elhárítás témaköréből 1918–1945. 2. javított és kiegészített kiadás. Budapest: Magyar Napló; (hely nélkül): Veritas. 2015.   207–208. o. ISBN 978-615-5465-61-1